# Mark Pocan

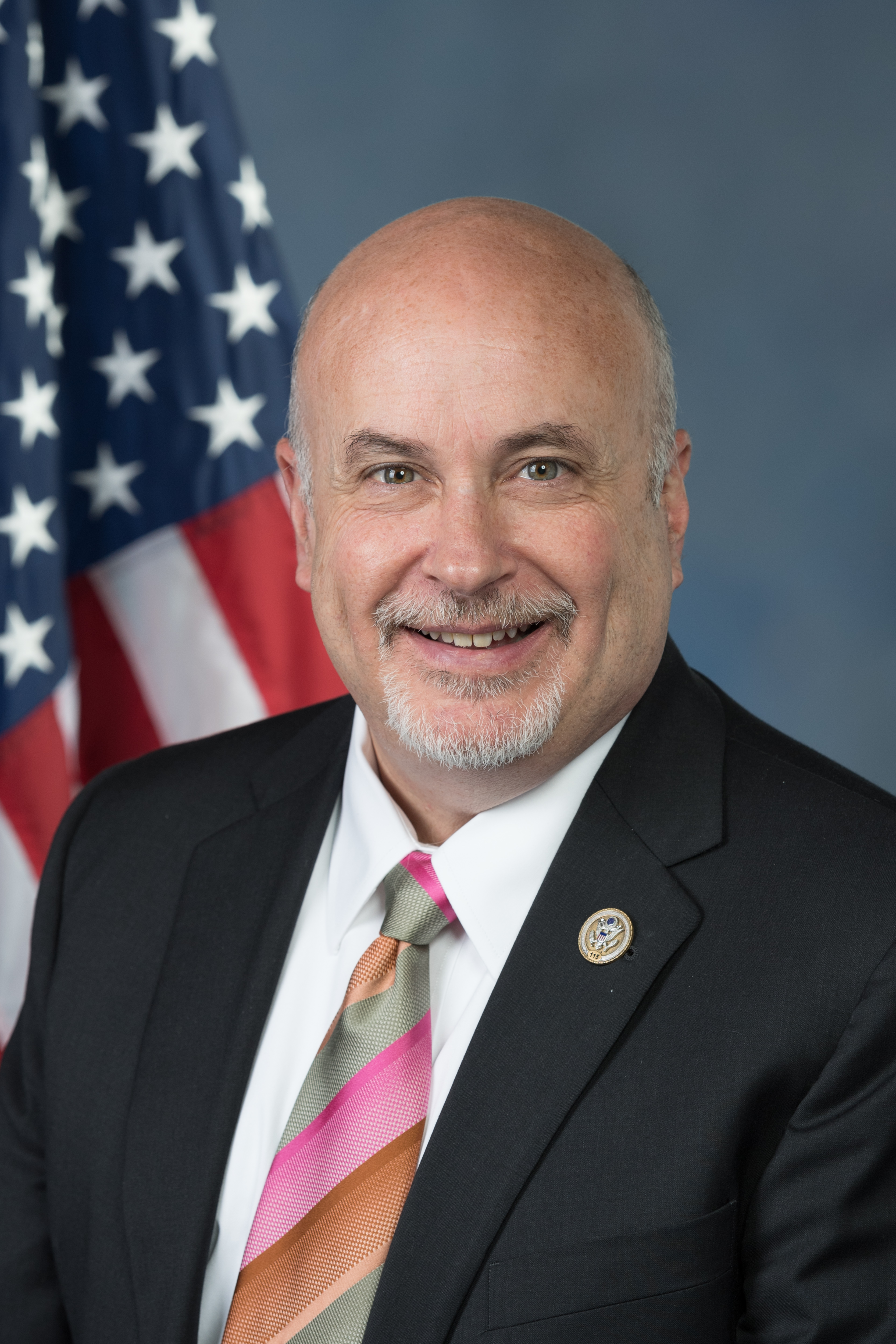
Mark Pocan (2017)

Mark William Pocan (* 14. August 1964 in Kenosha, Wisconsin) ist ein US-amerikanischer Politiker der Demokratischen Partei. Seit dem 3. Januar 2013 vertritt er den zweiten Distrikt des Bundesstaats Wisconsin im US-Repräsentantenhaus.

## Leben
Pocan studierte Journalistik an der University of Wisconsin–Madison. Nach seinem Studium eröffnete er ein eigenes Unternehmen in der Druckereibranche.
Pocan wohnt mit seinem Ehepartner Philip Frank in Madison.

## Politik
Sein erstes politisches Mandat hatte er als Mitglied des Bezirksrates (Board of Supervisors) im Dane County von 1991 bis 1996 inne.
Vom 3. Januar 1999 bis Ende 2012 war er als Nachfolger von Tammy Baldwin Abgeordneter in der Wisconsin State Assembly. Am 6. November 2012 gelang es ihm, als Abgeordneter für den zweiten Kongresswahlbezirk von Wisconsin in den Kongress einzuziehen; auch hier folgte er auf Baldwin, die zeitgleich die Wahl zur US-Senatorin gewann. Am 3. Januar 2013 trat er sein neues Mandat an. Nach vier Wiederwahlen in den Jahren Wahl 2014 bis Wahl 2020 konnte er sein Amt vom 112. Kongress bis zum 117. Kongress ausüben.
Die Primary (Vorwahl) seiner Partei am 9. August 2022 konnte er ohne Gegenkandidaten gewinnen. Er trat damit am 8. November 2022 gegen Erik Olsen von der Republikanischen Partei, sowie den unabhängigen Douglas Alexander an und gewann die Wiederwahl 2022 zum 118. Kongress mit 71 %. Bei der Vorwahl zur folgenden Kongresswahl 2024 wurde Pocan parteiintern erneut nicht herausgefordert. Die Hauptwahl zum 119. Kongress im November trat wieder der Republikaner Erik Olsen gegen ihn an und unterlag ihm erneut mit 29,9 % zu 70,1 %.
Seine aktuelle, insgesamt siebte, Legislaturperiode im Repräsentantenhaus des 119. Kongresses läuft noch bis zum 3. Januar 2027.

## Ausschüsse
Er ist Mitglied in folgenden Ausschüssen des Repräsentantenhauses:
- Committee on Appropriations
  - Agriculture, Rural Development, Food and Drug Administration, and Related Agencies
  - Financial Services and General Government
  - Labor, Health and Human Services, Education, and Related Agencies
- Committee on Education and Labor
  - Higher Education and Workforce Investment
- United States Congress Joint Economic Committee